# Turcos mesquécios
Os turcos mesquécios (em georgiano: თურქი მესხები; romaniz.: t'urk'i meskhebi; em turco: Ahıska Türkleri) são um subgrupo étnico dos turcos nativos da região da Mesquécia, na Geórgia, junto à fronteira com a Turquia. A presença turca na região começou com a expedição militar turca de 1578, embora tribos turcas se tenham estabelecido na região já nos séculos XI-XII. Hoje, os turcos mesquécios estão dispersos por toda a antiga União Soviética (bem como na Turquia e Estados Unidos) devido às deportações forçadas durante a Segunda Guerra Mundial.
À época, a União Soviética estava preparando uma campanha de pressão contra a Turquia e Joseph Stalin queria livrar-se da população turca, estratégica na Mesquécia; e que provavelmente era hostil às intenções soviéticas. Em 1944, os turcos mesquécios foram acusados de contrabando, bandidagem e espionagem em colaboração com seu povo além da fronteira turca. Expulsos da Geórgia por Stalin em 1944, enfrentaram discriminação e abusos dos direitos humanos antes e após a deportação. Cerca de 115 mil turcos mesquécios foram deportados à Ásia Central mas desde então, só umas centenas puderam retornar à Geórgia. Aqueles que imigraram à Ucrânia em 1990 assentaram-se nas favelas habitadas por trabalhadores sazonais.

## Origem e termos

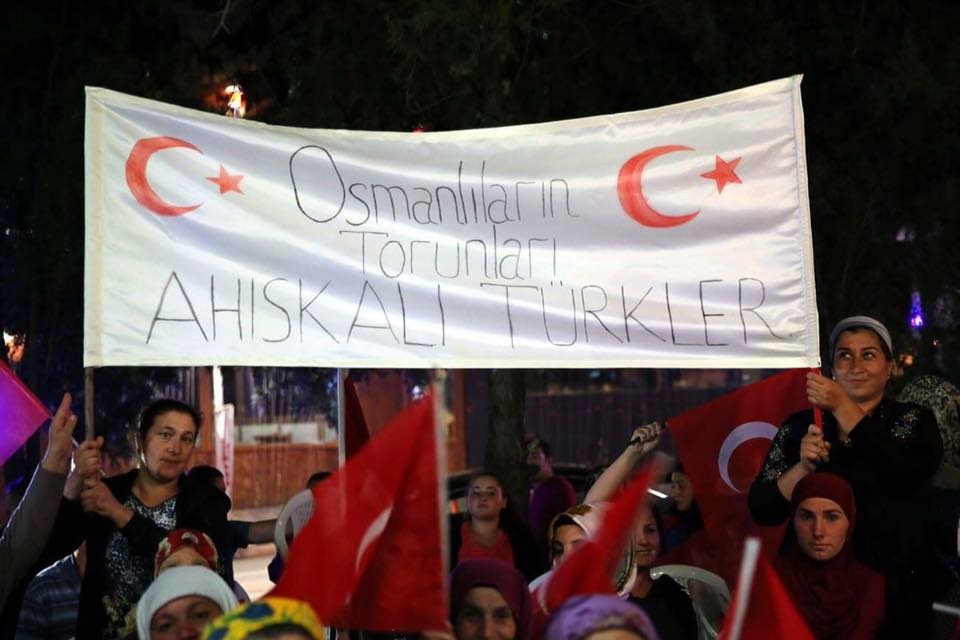
Turcos mesquécios segurando a bandeira com os dizeres Osmanlıların Torunları: Ahiskalı Türkler (os netos dos otomanos: turcos mesquécios)

Reino da Geórgia após sua fragmentação em 1490. O Principado da Mesquécia está mais a oeste

A origem dos mesquécios é ainda inexplorada e amplamente controversa. Mas agora parece que há 2 principais vertentes:
- A vertente pró-turca: os mesquécios foram etnicamente turcos, descendentes de colonos otomanos, dentro os quais há elementos georgianos.[12]

- A vertente pró-georgiana: a historiografia georgiana tradicionalmente argumenta que os turcos mesquécios, que falam o dialeto turco de Carse e pertencem à escola hanafita sunita, são simplesmente georgianos turquizados convertidos ao islã no período entre o século XVI e 1829, quando a região de Mesquécia-Javaquécia (Mesquécia histórica) estava sob jugo do Império Otomano.[13]

Contudo, Anatoly Michailovich Khazanov argumenta que "é muito possível que os aderentes dessa visão super simplificaram a história étnica do grupo, particularmente se comparado com outro grupo georgiano muçulmano, os ajares, que, apesar da conversão ao islã, mantiveram, não só a língua, mas de algum modo a cultura tradicional georgiana e autoindependência. Ao contrário, a cultura tradicional dos mesquécios, apesar de conter elementos georgianos, era similar à turca." Kathryn Tomlinson argumenta que nos documentos soviéticos sobre as deportações de 1944 eles são referidos apenas como "turcos", e que foi só na sua 2.º deportação ao Usbequistão que o termo "turcos mesquécios" foi inventado. Além disso, segundo Ronald Wixman, o termo "mesquécio" apenas começou a ser usado no final da década de 50. De fato, a maioria dos mesquécios chamam-se "turcos" ou "turcos aiscanos" em referência à região. Afirmam às vezes que os medievais cumanos-quipechaques da Geórgia podem ser alguns de seus possíveis ancestrais.

## História

### Conquista otomana
Pela Paz de Amásia (1555), a Mesquécia foi dividida em dois, com os safávidas mantendo a porção oriental e os otomanos ganhando a porção ocidental. Em 1578, os otomanos conduziram uma invasão bem-sucedida nos domínios safávidas na Geórgia, iniciando a Guerra Otomano-Safávida de 1578-1590 e por volta de 1582 estiveram em controle da porção oriental da Mesquécia. Os safávidas reganharam controle sobre a porção oriental da Mesquécia no começo do século XVII, contudo, pelo Tratado de Zuabe (1639), toda a Mesquécia ficou sob controle otomano e isso levou ao fim das tentativas iranianas para retomar o país.

### Governo soviético

#### Deportação de 1944 da Geórgia à Ásia Central
Em 15 de novembro de 1944, o secretário-geral do PCUS Joseph Stalin ordenou a deportação de mais de 115 mil turcos de sua terra natal, que foram secretamente retirados de suas casas e reunidos em vagões. Entre 30 e 50 mil morreram de fome, sede e frio e sofreram no exílio. Segundo o censo soviético de 1989, 106 mil turcos viviam no Usbequistão, 50 mil no Cazaquistão e 21 mil no Quirguistão.

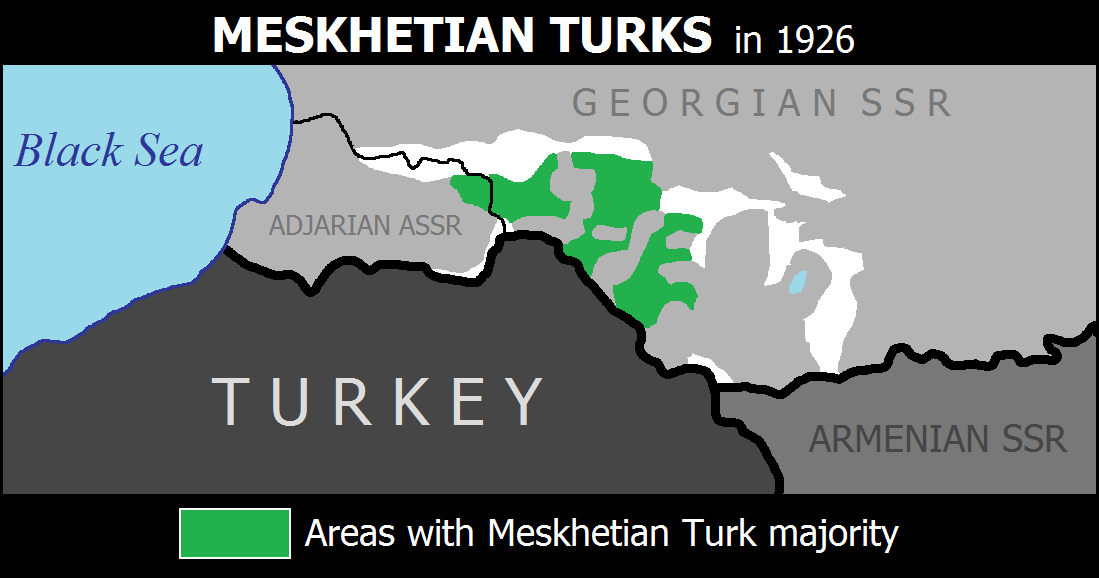
Área dos turcos mesquécios em 1926

Diferenteoutras nacionalidades deportadas na Segunda Guerra Mundial, nenhuma razão foi dada para essa deportação, que permaneceu secreta até 1968. Foi apenas em 1968 que o governo soviético finalmente reconheceu que os mesquécios foram deportados. A razão foi porque em 1944 a União Soviética preparou campanha de pressão contra a Turquia. Em junho de 1945, Vyacheslav Molotov, então ministro das relações exteriores, apresentou exigência ao embaixador turco em Moscou para render três províncias anatólicas (Carse, Ardacane e Artvim). Como Moscou também preparou-se para apoiar as exigências armênias de várias outras províncias anatólicas, a guerra contra a Turquia parecia possível, e Joseph Stalin quis resolver a questão da estratégica fronteira turco-georgiana onde os turcos mesquécios estavam assentados, pois eram provavelmente hostis às intenções soviéticas.
Em contraste com outros grupos muçulmanos deportados, os mesquécios não foram reabilitados nem receberam permissão para retornar à sua terra natal. Em abril de 1970, os líderes do movimento nacional turco mesquécio, enviaram ao embaixador turco em Moscou um pedido para emigrar à Turquia como cidadãos turcos se o governo soviético persistisse em negar o repovoamento deles na Mesquécia. Contudo como retaliação, o governo soviético ordenou a prisão dos líderes mesquécios.

#### 1989 - deportação do Uzbequistão para outros países soviéticos
Em 1989, revoltas eclodiram entre turcos assentados no Usbequistão e usbeques nativos. Ressentimentos nacionalistas contra os mesquécios que também competiam com os usbeques no superpovoado vale de Fergana também estiveram presentes. Centenas de mesquécios foram mortos ou feridos, quase mil propriedades foram destruídas e milhares de mesquécios fugiram ao exílio. A maioria deles, aproximados 70 mil, foram ao Azerbaijão, enquanto o resto foi para várias regiões da Rússia (especialmente o crai de Crasnodar), Cazaquistão, Quirguistão e Ucrânia.

#### Guerra civil no leste da Ucrânia
Aproximadamente dois mil mesquécios foram forçados a fugir de suas casas na Ucrânia desde maio devido os conflitos entre as forças do governo e separatistas pró-russos. O representante da comunidade mesquécia em Donetsk diz que aqueles que fugiram procuraram refúgio na Rússia, Azerbaijão, Turquia e diferentes partes da Ucrânia. Mais de 300 mesquécios da minoria falante de turco na Ucrânia Oriental chegaram à província turca de Erzinjane, onde viveram sob as medidas recém-adotadas de asilo do país.

## Demografia

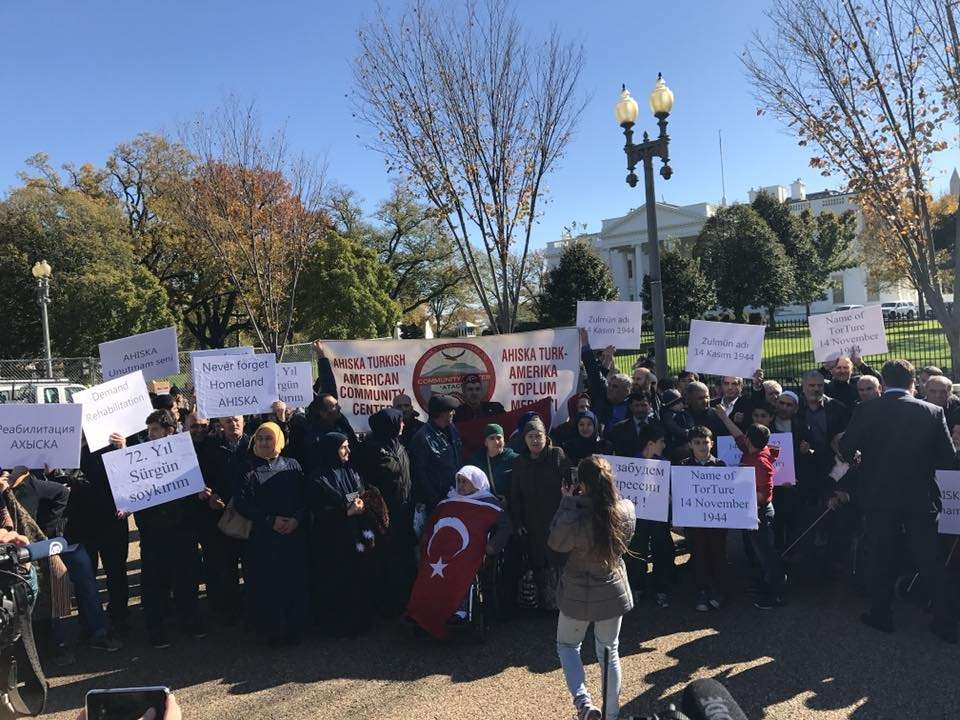
Mesquécios fora da Casa Branca em Washington

Segundo censo soviético de 1989, havia 207 502 turcos vivendo na União Soviética. Porém, autoridades sovietes registram muitos mesquécios como pertencendo a outras nacionalidades como "azeris", "cazaques", "quirguizes", e "usbeques". Portanto, os censos oficiais não necessariamente mostram um reflexo real da população mesquécia; por exemplo, segundo censo azeri de 2009, havia 38 mil turcos vivendo no país; contudo, nenhuma distinção é feita entre mesquécios e turcos da Turquia que se tornaram cidadãos azeris, com ambos os grupos sendo classificados como "turcos" ou "azeris". Segundo relatório do Alto Comissariado das Nações Unidas para os Refugiados publicado em 1999, 100 mil mesquécios viviam no país e o descontinuado Instituto da Paz e Democracia de Bacu afirmou, em 2001, que entre 90 e 110 mil mesquécios viviam ali. Similarmente, estimativas acadêmicas sugeriram que eles compreendiam de 90 a 110 mil pessoas.
Mais recentemente, alguns mesquécios na Rússia, especialmente aqueles de Crasnodar, enfrentaram a hostilidade da população local. Os mesquécios de Crasnodar sofreram significativa violação dos direitos humanos, incluindo a privação de sua cidadania. Também foram privadas de direitos civis, políticos e sociais e foram proibidos de obterem propriedade e emprego. Assim, desde 2004, muitos turcos deixaram Crasnodar em direção aos Estados Unidos como refugiados, com boa parte deles, cerca de 1 300 indivíduos, se assentando em Dayton, Ohio. Ainda estão impedidos de total repatriação na Geórgia e mesmo aqueles que habitam o país, sofrem com a tensão racial decorrente da divergência doutrinária e étnica.

## Cultura

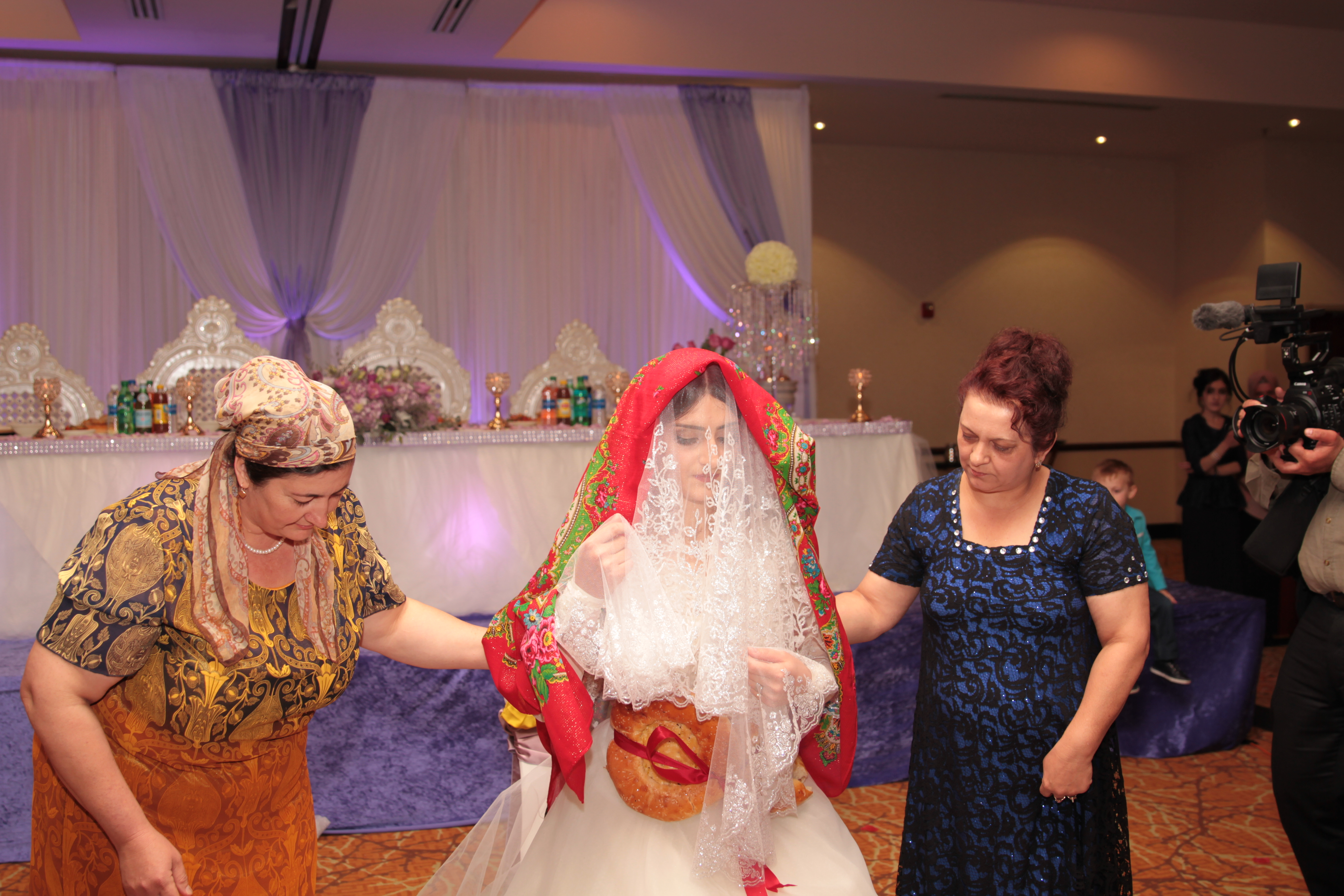
noiva mesquécia em vestimentas típicas

A maioria dos turcos mesquécios é sunita e a minoria é xiita. Falam um dialeto anatólio oriental de turco, que vem das regiões de Carse, Ardacane e Artvim. Seu dialeto também possui empréstimos de outras línguas (incluindo o azeri, georgiano, cazaque, quirguiz, russo e usbeque), pois os mesquécios estiveram em contato com outros povos durante o governo soviético.

### Casamento
Os casamentos mesquécios consistem numa proposta tradicional dos pais do noivo e se os pais da noiva aceitam a proposta, uma festa (Nişan) é feita. A todos é dado nessa cerimônia uma bebida doce chamada xarbate (sharbat). O casamento de fato dura dois dias. No primeiro, as noivas deixam sua casa e no segundo é quando o casamento ocorre. Antes da noiva entrar na casa de seu marido, usa um salto para quebrar dois pratos com seu pé e coloca mel na soleira da porta. Essa tradição serve para desejar felicidade aos noivos em seu casamento. Ao fim da cerimônia, uma dança é performada com os homens e mulheres dançando separadamente. Finalmente, os recém-casados têm sua última dança que é chamada "Valsa", concluindo a cerimônia.